# Schönau (Baden-Württemberg)
Schönau település Németországban, azon belül Baden-Württembergben. Lakosainak száma 4376 fő (2023. december 31.). Schönau Wilhelmsfeld, Heiligkreuzsteinach, Heddesbach és Neckargemünd községekkel határos.

## Népesség
A település népessége az elmúlt években az alábbi módon változott:
| Lakosok száma | 4381 | 4447 | 4438 | 4406 | 4449 | 4376 |
|               | 1975 | 2017 | 2019 | 2021 | 2022 | 2023 |